# Stephen Zimmerman
Stephen Eric Zimmerman Jr. (Hendersonville, Tennessee, 9 de septiembre de 1996) es un baloncestista estadounidense que pertenece al Bambitious Nara de la B.League japonesa. Con 2,13 metros de estatura, juega en la posición de pívot.

## Trayectoria deportiva

### Universidad
Tras participar en 2015, en su etapa de instituto, en el prestigioso McDonald's All-American Game, jugó una temporada con los Runnin' Rebels de la Universidad de Nevada-Las Vegas, en la que promedió 10,5 puntos, 8,7 rebotes y 2 tapones por partido. Al término de la misma anunció su intención de presentarse al draft de la NBA.

#### Estadísticas
| Año     | Equipo | PJ | PT | MPP  | %TC  | %3P  | %TL  | RPP | APP | ROB | TPP | PPP  |
| ------- | ------ | -- | -- | ---- | ---- | ---- | ---- | --- | --- | --- | --- | ---- |
| 2015–16 | UNLV   | 26 | 24 | 26.2 | .477 | .294 | .624 | 8.7 | .8  | .5  | 2.0 | 10.5 |

### Profesional
Fue elegido en la cuadragésimo primera posición del Draft de la NBA de 2016 por Orlando Magic. Debutó en la liga el 28 de octubre de 2016, en un partido ante Detroit Pistons, en el que consiguió cuatro rebotes y una asistencia. Durante su primera temporada, fue asignado en varias ocasiones a los Erie BayHawks, el equipo afiliado de la D-League. Finalizó la temporada con 19 encuentros disputados con Orlando, siendo cortado el 4 de julio de 2017 por los Magic.
El 9 de agosto de 2017, firma por Los Angeles Lakers, pero fue cortado el 9 de octubre sin llegar a debutar en partido oficial. Más tarde fue adquirido por los South Bay Lakers de la NBA G League.
El 22 de agosto de 2018, fue elegido por los Capital City Go-Go en el draft de expansión de la G League de 2018. Al día siguiente, fue traspasado a los Westchester Knicks a cambio de Chasson Randle.
El 7 de agosto de 2019, firma por el Telekom Baskets Bonn alemán.
El 1 de septiembre de 2020, firma por el equipo polaco Polski Cukier Toruń de la Polska Liga Koszykówki (PLK). Pero el 17 se septiembre se marcha a la República Checa a firmar por el Basketball Nymburk de la NBL checa.
El 17 de septiembre de 2021,firma por los Cairns Taipans de la NBL australiana.
El 18 de octubre de 2022, firma por los Austin Spurs de la G League, pero es cortado el 18 de noviembre tras disputar un solo encuentro.
En julio de 2024 se unió al Bambitious Nara de la B.League japonesa.

### Selección nacional
Representó a Estados Unidos en el FIBA Américas Sub-18 de Colorado 2014, donde ganó la medalla de oro.
En septiembre de 2022 disputó con el combinado absoluto estadounidense el FIBA AmeriCup de 2022, ganando el bronce al ganar la final de consolación ante el combinado canadiense.

## Estadísticas de su carrera en la NBA

### Temporada regular
| Año     | Equipo  | PJ | PT | MPP | %TC  | %3P  | %TL  | RPP | APP | ROB | TPP | PPP |
| ------- | ------- | -- | -- | --- | ---- | ---- | ---- | --- | --- | --- | --- | --- |
| 2016-17 | Orlando | 19 | 0  | 5.7 | .323 | .000 | .600 | 1.8 | .2  | .1  | .3  | 1.2 |
| Total   | Total   | 19 | 0  | 5.7 | .323 | .000 | .600 | 1.8 | .2  | .1  | .3  | 1.2 |